# 미하일 투하쳅스키
미하일 니콜라예비치 투하쳅스키(Михаи́л Никола́евич Тухаче́вский, 폴란드어: Michał Tuchaczewski, 1893년 2월 16일 ~ 1937년 6월 12일)는 소련의 군인이다. 소련군의 총참모장 (1925~1928)을 역임했고 계급은 원수였다. 그는 1930년대 스탈린의 대숙청에 희생된 가장 유능한 군인 중 한 명이다.

## 생애
투하쳅스키는 폴란드 출신의 귀족 태생으로, 현재의 스몰렌스크 근방의 알렉산드로프스코예의 집안 영지에서 태어났다. 그는 알렉산드로프스코예 군사학교를 졸업하고 1914년 제정러시아의 근위부대 중위로 제1차 세계 대전에 참전했다. 그는 전투에서 용맹을 떨쳐 몇 개의 훈장을 받았으나 1915년 독일군에게 포로가 되었고, 포로수용소에서 훗날 프랑스 대통령이 되는 드골을 알게 되었다. 몇 번의 탈주 시도 끝에 1917년 성공하여 러시아로 돌아와서 볼셰비키 당에 가입했다.
러시아 내전이 발발하자 정규 군사교육을 받았던 장교가 드물었던 붉은 군대에서 두각을 나타내었다. 그는 20대의 나이에 일약 모스크바 방위사령관, 제5군 사령관이 되어 반혁명군을 분쇄하는 데 큰 역할을 하였다. 또한 공산정부에 반항하는 반란을 성공적으로 진압했다.
이런 혁혁한 전과 덕분에 그는 "붉은 나폴레옹"으로 불리기도 했다. 1920년 소련-폴란드 전쟁에서도 군대를 이끌고 폴란드의 수도 바르샤바까지 진격하지만, 유제프 피우수트스키가 이끈 폴란드군에게 패하고 만다. 이때 패배의 원인을 둘러싸고 스탈린과 사이가 나빠졌고, 이런 불편한 관계는 훗날까지 계속되었다.
1925년부터 1928년까지 투하쳅스키는 붉은 군대의 총참모장이 되어 구태의연한 오합지졸의 의용군을 전문적인 직업장교 하의 현대적인 군대로 탈바꿈시키려고 하였다. 특히 기계화부대와 공군을 육성하는데 큰 역점을 주었다. 그러나 그의 이런 급진적인 생각은 스탈린에 의해 '붉은군국주의'라는 비판을 받았고, 보로실로프나 부됸니와 같은 보수파 장교들의 반대를 받았다. 그는 총참모장 직에서 해임되었다.
그러나 점점 국내외의 위협이 증가하자 스탈린은 다시 그의 생각을 받아들였고, 그는 이렇게 현대화된 공군과 기갑부대를 이용한 작전규범인 "종심타격이론"을 개발하였다. 이는 독일 기갑군의 아버지였던 구데리안의 "전격전"(Blitzkrieg) 개념과 유사한 것으로, 혹자는 "소련식 전격전 이론"이라고 부르기도 한다.
1935년 반혁명적이라고 폐지되었던 계급이 붉은 군대에 도입되어 그는 원수가 되었고 이 해에 그는 독일, 프랑스, 영국 등의 서유럽을 방문하는데, 이때 망명중인 반정부 러시아인을 만났다는 설이 있다.
1937년 5월 22일 그는 "나치독일의 스파이"와 "군사적 트로츠키주의자 음모" 죄목으로 체포되었고, 심한 고문을 받았다. 그가 남긴 자술서에는 선혈이 낭자할 정도였다고 한다. 1937년 6월 12일 다른 8명의 고위장교와 함께 사형선고를 받고 즉각 처형되었다. 그러나 그가 남긴 "종심타격이론"은 살아남아 훗날 독소전쟁 후반 독일에 대한 반격작전의 교리가 되었다.
1956년 흐루쇼프가 스탈린격하운동을 벌인 후, 1957년 그는 무죄로서 복권되었다. 독일측이 역공작으로 허위문서를 소련 정보기관에 흘러가게 해서 그에게 혐의가 씌워졌다는 설이 있다.
그는 작곡가 쇼스타코비치와 교분이 깊었다.

## 같이 보기
- 소비에트 연방의 원수
- 모스크바 재판